# Sant'Andrea (Quartu Sant'Elena)
Sant'Andrea è una località urbana del comune di Quartu Sant'Elena.

## Geografia fisica

### Territorio
Sant'Andrea dista (in linea d'aria) 7.7 km da Quartu Sant'Elena, che si può raggiungere attraverso la Strada Provinciale 17.

## Monumenti e luoghi di interesse

### Chiesa di Sant'Andrea
La chiesa è in stile gotico catalano. La facciata termina con una cornice coronata da merli dentati ed è sormontata da un piccolo campanile a vela. Al centro è presente un rosone da cui entra la luce all'interno della chiesa.
Ai lati del tempio sono presenti tre contrafforti. Prima del presbiterio, che è sollevato rispetto alla navata di qualche gradino, è presente una porta per ogni lato. Nel lato destro tra i contrafforti sono ricavate la dispensa (sala utilizzata per la Sagra di san Giovanni Battista) e la sacrestia.
All'interno della chiesa è presente una sola navata. Dieci pilastri in muratura si allargano verso l'alto e sostengono il tetto.
Nel tempio sono presenti elementi di epoca romana come una base di colonna su cui è posto un capitello corinzio.
Gli arredi lignei più importanti sono le statue lignee di Sant'Andrea, di San Giovanni Battista e di Sant'Antonio da Padova.
Le celebrazioni liturgiche più importanti che si svolgono nella chiesa sono a dicembre per la festa di Sant'Andrea e il 24 giugno e l'ultima domenica di luglio per la festa di San Giovanni.
Nel 1793, quando le truppe della Francia rivoluzionaria sbarcarono a Quartu e occuparono la chiesa come fortino, qui avvenne il combattimento che determino la cacciata dei francesi dal territorio quartese.

### Villa romana
Il complesso edilizio è una "villa maritima".
Le strutture della villa sono parzialmente compromesse, sia a causa del mare che le ha in parte sommerse, sia per il fatto che sulla villa romana sono state costruite strutture moderne. Sono comunque ancora leggibili un corpo centrale composto da piccoli ambienti rettangolari o quadrangolari. Sono stati anche rinvenuti ancora in posto lacerti pavimentali in cocciopesto.
La tecnica edilizia, omogeneamente impiegata per l'intero edificio, è quella dell'opera a sacco con paramento esterno in "opus vittatum mixtum". Le fondamenta sono realizzate con ciottoli di medie e piccole dimensioni legati tra loro con calce.

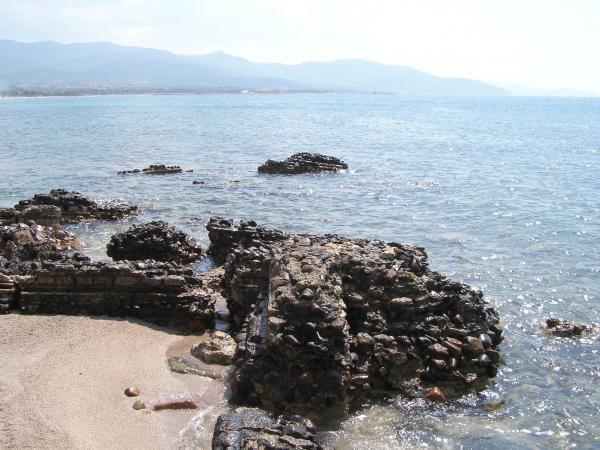
La villa romana in parte inghiottita dall'acqua.

Per la datazione della struttura sembra ipotizzabile un arco cronologico tra il II e il IV secolo d.C.

### Spiaggia di Sant'Andrea
L'arenile non è di grandi dimensioni ed è caratterizzato principalmente da sabbia bianca e fine con la presenza di posidonie spiaggiate. L'acqua trasparente è di un colore verde ed ha un fondale basso e sabbioso. In caso di maestrale il suo mare assume un colore turchese cristallino e si priva delle posidonie.

## Eventi

### Eventi religiosi

#### Sagra di san Giovanni Battista
L'obriere nel mese di marzo sceglie sette ragazze vergini (che verranno poi chiamate traccheras), per partecipare alla festa e divenire le vergini promesse a san Giovanni. L'ultimo sabato di luglio l'obriere, vestito con il tradizionale costume matrimoniale Quartese, va con un calesse trainato da un cavallo a prendere le sette giovani nelle rispettive case.
Ogni ragazza, dopo aver salutato i genitori e i parenti con una canzone sarda a versi con rime chiamata trallallera, andrà nella casa dell'obriere e dovrà salutare come da tradizione l'obriera sempre a canto di trallalera e gli consegnerà il gatò (dolce tradizionale sardo a base di mandorle e zucchero con forma di chiesa o basilica) e tutti gli altri regali. A sua volta l'obriera saluterà ogni tracchera con il trallalera.

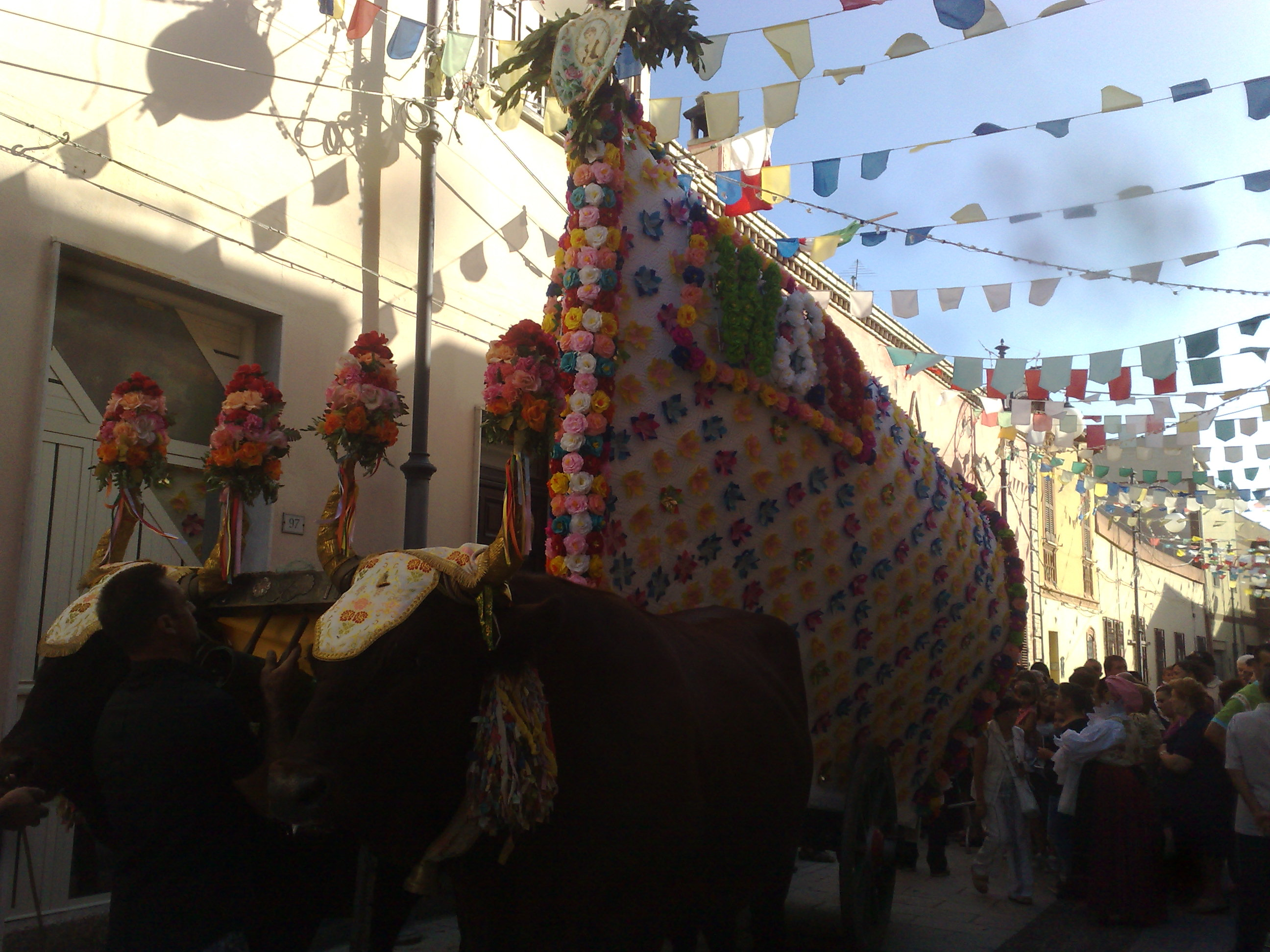
La tracca, il carro appositamente addobbato per la sagra

Dopo che l'obriere avrà preso tutte le tracchere si partirà con la tracca (un carro agricolo appositamente addobato a festa in modo da donargli la forma della prora di una barca) verso la chiesa campestre di Sant'Andrea (grandissimo amico e discepolo di san Giovanni) scortati da una lunga fila di calessi e carri, chiamati brechis, tutti trainati da cavalli. Chiude il corteo un camion che trasporta tutti i gatò, i regali fatti all'obriera e la bandiera di san Giovanni. A volte viene portato fino alla chiesa anche il cocchio trainato da buoi con all'interno il simulacro di san Giovanni. Il percorso fino alla chiesa è sempre lo stesso da oltre quattrocento anni; partendo dalla casa dell'obriere si raggiunge piazza 4 novembre e da qui il percorso, uguale ogni anno, prosegue per via Fiume e via Leonardo da Vinci fino a giungere alla chiesetta di Sant'Andrea dopo un percorso di circa 8 chilometri. L'arrivo della tracca è solitamente accolto da uno spettacolo pirotecnico.